# Историјски архив у Панчеву
Историјски архив у Панчеву је једна од најбитнијих институција културе у Банату. Зграда у којој се налази, је некадашња аустро-угарска касарна, која је саграђена 1875. године. Архив чува богату грађу, која је од изузетног значаја за град Панчево и околна места.  Архивска грађа у Архиву обухвата период од друге половине 18. века, па све до данас. Најстарија грађа је фонд Немачко-банатски граничарски пук бр. 12 почев од 1765. године. Највећи део архива чини грађа која је настала после 1944. године. Сва архивска грађа садржи податке о економској, социјалној, политичкој и културној историји Панчева и његове околине. Документи су писани на српском, немачком, мађарском, румунском и језику.
Зграда историјског архива у Панчеву је споменик културе.

## Историјат
Крајем 1944. године, након ослобођења Панчева, јавила се потреба за очувањем историјских споменика, па је командант места ангажовао познате културне раднике у Панчеву за прикупљање историјских споменика. Др Миховил Томандл и професор Ђорђе Живановић добили су налог да прикупе и заштите архивску грађу и књиге. Констатовали су да се грађа налази у доста лошем стању и да се чува на неадекватним местима. Задатак је био да се грађа пронађе, попише и изда налог за чување архивских докумената, што је и урађено. Професор Живановић и др Томандл су се 1945-46. године ангажовали на проналажењу и пописивању грађе Магистрата, Окружног суда, Гимназије и осталих фондова.
Архивско подручје Панчева основано је 2. новембра 1946. године на основу одлуке Градског извршног одбора АПВ бр. 16800/2. Панчевачко архивско подручје обухватало је тада територију града Панчева и срез Панчево, као и срезове Алибунар и Ковачицу. Архив у Панчеву основан је 1947. године за руководиоца постављен је професор Живановић. Архивско средиште у Панчеву нарасло је у Градску државну архиву решењем Министарства просвете НР Србије од 12. јануара 1952. године. Године 1957. Панчевачко архивско подручје проширује се на територију ковинског среза. Исте године Архив мења назив у Државни архив Панчево. Од 1967. Архив је међуопштинска установа коју финансирају Општине Панчево, Ковин, Ковачица, Алибунар и Опово, а право оснивача припада СО Панчево. Од 1991. године Архив је републичка установа у области културе.
Од оснивања Архив је био смештен у згради Градског народног одбора, а 1951. године пресељен је у зграду Српске православне црквене општине. Године 1965. прелази у зграду Магистрата заједно са Музејем и Библиотеком, али је задржао просторије у згради Српске православне црквене општине. Од 1979. године Архив је пресељен у зграду бивше аустро-угарске касарне, где се и данас налази. Зграда је реновирана и прилагођена потребама архивске службе.

## Архив данас
Историјски архив у Панчеву је организован као јединствена служба у оквиру које радници обављају послове на заштити архивске грађе и регистратурског материјала у регистратурама, обради и сређивању архивске грађе, сређивању депоа, културно-просветној делатности, истраживачком раду, библиотечкој и издавачкој делатности.
Архив има библиотеку са читаоницом за рад са истраживачима, а сама библиотека има преко 5000 наслова. Архивску грађу у овом архиву користе многи научни радници, студенти, ђаци и грађани. Годишње Архив посети преко 100 истраживача. Архив има 828 фондова, чији документи заузимају око 9000 метара дужних, од чега је 6 личних и породичних фондова и 9 збирки. Архивска грађа у Архиву обухвата период од друге половине 18. века, па све до данас.
Архив Панчева има веома развијену културно-просветно делатност у циљу представљања завичајне и културне историје овог краја. Такође, приређују се изложбе ради представљања грађе, коју Архив чува, широј јавности. Изложбе су тематске, неретко у част неком јубилеју.
Архив панчева, поред своје основне делатности, има и веома развијену издавачку делатност. Нека од битнијих издања су:
- Од 1963. године издаје периодичну публикацију Информатор , као прилоге за монографију Панчева и околине. До сада су изашле 24 свеске.
- Синдикални покрет у Панчеву 1873-1964, Панчево 1977, Јованка Дукуљев, Елза Хеш и др.
- Рибарење у Панчеву, Панчево 1978, Јованка Дукуљев, Елза Хеш и др.
- Димитрије Ранков, Улице и тргови Панчева, Панчево 1982.
- Милан Тодоровић, Абрашевић, културно-уметничко друштво, Панчево, 1987.
- Срећко Милекер, Историја града Панчева-репринт, Панчево, 1994.
- Сречко Милекер, Историја Банатске војне границе од 1764-1873-репринт, Панчево, 1995.
- Дневник панчевачког самостана-превод са мађарског, Тибор Галамбош, Панчево, 1996.
- Драгиша Ђорђевић, Историја Панчевачке зубне медицине, Панчева, 1998.
- Др Миховил Томандл, Историја Панчева- репринт Панчево, 2003.
- Борислав Јанкулов, Преглед колонизације Војводине у 18. и 19. веку, Панчево, 2003.
- Др Никола Милутиновић, Наше вароши-Панчево, Панчево, 2004.
- Др Миховил Томандл, Панчево и Први српски устанак, Панчево, 2004.
- Др Ивана Спасовић, Банатска војна граница и њено укидање 1872. године, Панчво, 2004.
- Др Миховил Томандл, Српско позориште у Војводини 1 и 2, Панчево, 2005.
- Франческо Гризелини, Покушај проучавања политичке и историје природе Темишварског Баната, Панчево, 2008.
- Др Миховил Томандл, Панчево у Првом светском рату, Панчево, 2010.
- Др Миховил Томандл, Владимир Јовановић, Панчево, 2011.
- Др Миховил Томадл, Светислав Касапиновић, Панчево, 2011.
- Ивана Спасовић, Страдање у Панчеву и Јабуци за време Другог светског рата, Панчево, 2012.
- Марија Коршош, Октавијан Трифу, Пивара у Панчеву 1722-1972-репринт, Панчево, 2012.
- Др Миховил Томандл, Драгомир Кранчевић, Панчево, 2013.
- Др Миховил Томандл, Живот и рад Константина Пеичића, Панчево, 2013.
- Зоран Ротар, Монографија ОШ Ђура Јакшић Панчево, Панчево, 2013.
- Георг Швалм, Историја евангелистичке црквене општине АВ у Панчеву, Панчево, 2018.

Архив је објавио и бројне аналитичке инвентаре, који се односе на архивску грађу.

## Галерија
- Историјски архив у Панчеву
- Разгледница на којој је Аустро-угарска касарна, данас Историјски архив у Панчеву
- Историјски архив у Панчеву
- Историјски архив у Панчеву